# ممثلية نيكاراغوا لدى فلسطين
ممثلية نيكاراغوا لدى فلسطين هي الممثلية الدبلوماسية العُليا النيكاراغوية لدى دولة فلسطين. تأسست في عام 2019 كسفارة ويقع مقرها في مدينة رام الله.

## قائمة الممثلون
| الترتيب | رئيس البعثة الدبلوماسية                    | تاريخ الاعتماد الدبلوماسي | تاريخ الانتهاء | رئيس نيكاراغوا                                                | رئيس دولة فلسطين | ملاحظات                                         |
| ------- | ------------------------------------------ | ------------------------- | -------------- | ------------------------------------------------------------- | ---------------- | ----------------------------------------------- |
|         | مازن خفش                                   | 8 أغسطس 2019              |                |                                                               | محمود عباس       |                                                 |
|         | روبيرتو خوسيه موراليس فوينتس               | 9 مارس 2021               | سبتمبر 2023    | مُنح نجمة الصداقة من وسام الرئيس محمود عباس في 24 سبتمبر 2023. | محمود عباس       |                                                 |
|         | روبيرتو مانويل سيباستيان موراليس هيرنانديز | 5 أكتوبر 2023             | 2025           |                                                               | محمود عباس       | أعاد تسليمها إلى الرئيس عباس في 24 فبراير 2024. |
|         | غادييل فرانسيسكو آرسه مايرينا              | 6 مارس 2025               | لا يزال        |                                                               | محمود عباس       | سلمها مرة أخرى في 5 مايو 2025 إلى الرئيس عباس.  |

1. ↑  "نيكاراغوا تفتح سفارة لها في فلسطين". العربية. مؤرشف من الأصل في 2022-08-13. اطلع عليه بتاريخ 2022-08-13.
2. ↑  "المالكي يتسلم نسخة من أوراق اعتماد ممثل جمهورية نيكاراغوا المعتمد لدى فلسطين". وكالة وفا. مؤرشف من الأصل في 2022-08-13. اطلع عليه بتاريخ 2022-08-13.
3. ↑  "الرئيس يتقبل أوراق اعتماد سفير نيكارغوا لدى فلسطين". وكالة وفا. مؤرشف من الأصل في 2022-09-28. اطلع عليه بتاريخ 2022-08-13.
4. ↑  "اشتية يُقلِّد سفير نيكاراغوا لدى فلسطين "نجمة الصداقة"". palgov. مؤرشف من الأصل في 2023-10-03. اطلع عليه بتاريخ 2023-09-24.
5. ↑  "المالكي يتسلم نسخة من أوراق اعتماد سفير نيكاراغوا الجديد لدى دولة فلسطين - وزارة الخارجية والمغتربين". Mofa.pna.ps. مؤرشف من الأصل في 2023-10-20. اطلع عليه بتاريخ 2023-10-09.
6. ↑  "الرئيس يتقبل أوراق اعتماد سفير نيكاراغوا لدى دولة فلسطين". وكالة وفا. مؤرشف من الأصل في 2024-03-11. اطلع عليه بتاريخ 2024-02-24.
7. ↑  "وزيرة الدولة لشؤون الخارجية والمغتربين تتسلّم نسخة من أوراق اعتماد سفير نيكاراغوا الجديد لدى دولة فلسطين". MOFAE. اطلع عليه بتاريخ 2025-03-12.
8. ↑  "الرئيس يتقبل أوراق اعتماد رئيس مكتب تمثيل نيكاراغوا". وكالة الأنباء والمعلومات الفلسطينية – وفا. اطلع عليه بتاريخ 2025-05-08.